# 九棚溪
九棚溪，位於台灣東南部之縣市管河川，幹流長度4.00公里，流域面積19.70平方公里，分佈於屏東縣滿州鄉、牡丹鄉。主流發源於牡丹鄉高士村中部山區，先向南後轉東流，最終於水燭仔東北側注入太平洋。

## 水系主要河川
以下由下游至源頭列出水系主要河川，其中粗體字為主流河道。
- 九棚溪：屏東縣滿州鄉、牡丹鄉
  - 紅土溪：屏東縣滿州鄉